# Autreville (Aisne)
Autreville je francouzská obec v departementu Aisne v regionu Hauts-de-France. V roce 2011 zde žilo 824 obyvatel.

## Sousední obce
Bichancourt, Chauny, Pierremande, Sinceny

## Vývoj počtu obyvatel
Počet obyvatel 